# سنت كبير من التاج
كان سنت كورونيت الكبير نوعًا من السنتات الكبيرة التي أصدرتها دار سك العملة الأمريكية في دار سك العملة في فيلادلفيا من عام 1816 حتى عام 1857.
هناك تصميمان مشابهان لعملة كورونيت الكبيرة رأس السيدة والشعر المضفر والأخير له شكل مختلف قليلاً. كان هذا هو آخر سنت كبير أنتجته دار سك العملة وإستبدل بسنت النسر الطائر ذو القطر المخفض في عام 1857.

## التاريخ
خلال حرب عام 1812 فرض حظر تجاري بين الولايات المتحدة وإنجلترا التي كانت تزود دار سك العملة الأمريكية بقطع نحاسية. استنفد مخزون دار السك في عام 1814 ولم ينتج أي عملات سنتية كلاسيكية تحمل تاريخ عام 1815. وقد كُتب في كثير من الأحيان أنه لم تسك أي سنتات على الإطلاق في ذلك العام ولكن إستئنف سك العملة في ديسمبر 1815 باستخدام قالب مؤرخ بعام 1814 أو 1816.
وبمجرد رفع الحظر وحصول الدار على قطع نقدية جديدة، استؤنف إنتاج العملات المعدنية الكبيرة وهذه المرة بتصميم جديد للإلهة الحرية بواسطة روبرت سكوت. قاموا بإجراء تغيير التصميم لأن سنتات الرأس الكلاسيكية تلقت الكثير من الانتقادات.
في عام 1823 أنتجت عملات سنتية تجريبية فقط خلال السنة التقويمية وصنعت جميع العملات الأخرى في عام 1824 باستخدام قوالب مؤرخة.
لم تكن العملات المعدنية الجديدة المعروفة باسم عملات رأس المربية أفضل حالاً بكثير ومع ذلك وصف عالم العملات والتر برين التصميم بأنه "رأس قبيح بشكل مذهل للسيدة ليبرتي". في عام 1836 قام كريستيان جوبريشت بإجراء عدة تعديلات على التصميم مما أعطى تمثال الحرية مظهرًا أصغر سنًا.
أجرى جوبريشت تغييرات أخرى في عام 1839 مما أدى إلى إنشاء سنت "الرأس الصغير" ذو الشعر المضفر. في عام 1843 كبر التمثال النصفي وإمالته إلى الأعلى ويعرف هذا التصميم باسم "الرأس الناضج".

## الأصناف

### أصناف رأس الماترون
| أنواع الرأس المترونية (1816-1839) | أنواع الرأس المترونية (1816-1839)    | أنواع الرأس المترونية (1816-1839) | أنواع الرأس المترونية (1816-1839)                                 |
| السنة                             | التنوع                               | الـ " مينج "                      | ملاحظات                                                           |
| --------------------------------- | ------------------------------------ | --------------------------------- | ----------------------------------------------------------------- |
| 1816                              | -أجل                                 | 2,820,982                         |                                                                   |
| 1817                              | 13 نجماً                              | 3,948,400                         |                                                                   |
| 1817                              | خطأ 15 نجما                          | 3,948,400                         | من المحتمل أن يكون سبب ضعف رؤى روبرت سكوت بسبب العمر              |
| 1818                              | -أجل                                 | 3,167,000                         |                                                                   |
| 1819                              | التاريخ القياسي                      | 2,671,000                         |                                                                   |
| 1819                              | 9 على 8 خطأ                          | 2,671,000                         |                                                                   |
| 1820                              | موعد صغير                            | 4,407,550                         |                                                                   |
| 1820                              | تاريخ كبير                           | 4,407,550                         |                                                                   |
| 1820                              | خطأ 20 على 19                        | 4,407,550                         | كل من التاريخ الصغير والتاريخ الكبير معروف                        |
| 1821                              | -أجل                                 | 389,000                           |                                                                   |
| 1822                              | -أجل                                 | 2,072,339                         |                                                                   |
| 1823                              | التاريخ القياسي                      | 2,072,339                         |                                                                   |
| 1823                              | خطأ 3 على 2                          | 2,072,339                         |                                                                   |
| 1823                              | التقييد                              | هناك ما يقدر ب 240 مثالًا          | يعتقد أن هذا النوع من النقود قد تم إنشاؤه في نفس الوقت مع سن 1804 |
| 1823                              | الـ "ريش" الفضي                      | >2                                | يعتقد أن هذا النوع من النقود قد تم إنشاؤه في نفس الوقت مع سن 1804 |
| 1824                              | التاريخ القياسي                      | 1,262,000                         |                                                                   |
| 1824                              | خطأ 4 على 2                          | 1,262,000                         |                                                                   |
| 1825                              | -أجل                                 | 1,461,100                         |                                                                   |
| 1826                              | التاريخ القياسي                      | 1,517,425                         |                                                                   |
| 1826                              | خطأ 6 على 5                          | 1,517,425                         |                                                                   |
| 1827                              | -أجل                                 | 2,357,732                         |                                                                   |
| 1828                              | تاريخ كبير                           | 2,260,624                         |                                                                   |
| 1828                              | موعد صغير                            | 2,260,624                         |                                                                   |
| 1829                              | الحروف الكبيرة                       | 1,414,500                         |                                                                   |
| 1829                              | الحروف الصغيرة                       | 1,414,500                         |                                                                   |
| 1830                              | الحروف الكبيرة                       | 1,711,500                         |                                                                   |
| 1830                              | الحروف الصغيرة                       | 1,711,500                         |                                                                   |
| 1831                              | الحروف الكبيرة                       | 3,359,260                         |                                                                   |
| 1831                              | الحروف الصغيرة                       | 3,359,260                         |                                                                   |
| 1832                              | الحروف الكبيرة                       | 2,362,000                         |                                                                   |
| 1832                              | الحروف الصغيرة                       | 2,362,000                         |                                                                   |
| 1833                              | -أجل                                 | 2,739,000                         |                                                                   |
| 1834                              | 8 صغيرة نجوم كبيرة                   | 1,855,100                         |                                                                   |
| 1834                              | النجوم الكبيرة 8 النجوم الصغيرة      | 1,855,100                         |                                                                   |
| 1834                              | 8 كبيرة ونجوم كبيرة وحروف صغيرة      | 1,855,100                         |                                                                   |
| 1834                              | ثمانية كبيرة ونجوم كبيرة وحروف كبيرة | 1,855,100                         |                                                                   |
| 1835                              | 8 صغيرة ونجوم صغيرة                  | 3,878,400                         |                                                                   |
| 1835                              | ثمانية كبيرة ونجوم كبيرة             | 3,878,400                         |                                                                   |
| 1835                              | نوع 1836                             | 3,878,400                         |                                                                   |
| 1836                              | -أجل                                 | 2,111,000                         |                                                                   |
| 1837                              | نوع 1837 الحرف الكبير                | 5,558,300                         |                                                                   |
| 1837                              | نوع 1837 حروف صغيرة                  | 5,558,300                         |                                                                   |
| 1837                              | نوع 1838                             | 5,558,300                         |                                                                   |
| 1838                              | -أجل                                 | 6,370,200                         |                                                                   |
| 1839                              | رئيس 1838                            | 3,128,661                         |                                                                   |
| 1839                              | رأس 1838 9 على 6 خطأ                 | 3,128,661                         |                                                                   |
| 1839                              | "رأس غبي"                            | 3,128,661                         |                                                                   |
| 1839                              | "رأس البوبي"                         | 3,128,661                         |                                                                   |

### أنواع الشعر المضفر
| أصناف الشعر المضفر (1839-1857 ؛ 1868) | أصناف الشعر المضفر (1839-1857 ؛ 1868) | أصناف الشعر المضفر (1839-1857 ؛ 1868) | أصناف الشعر المضفر (1839-1857 ؛ 1868)                                                           |
| السنة                                 | متنوعة                                | سك العملة                             | الحواشي                                                                                         |
| ------------------------------------- | ------------------------------------- | ------------------------------------- | ----------------------------------------------------------------------------------------------- |
| 1839                                  | –                                     | 3,128,661                             |                                                                                                 |
| 1840                                  | تاريخ صغير                            | 2,462,700                             |                                                                                                 |
| 1840                                  | تاريخ كبير                            | 2,462,700                             |                                                                                                 |
| 1840                                  | خطأ صغير في التاريخ                   | 2,462,700                             |                                                                                                 |
| 1841                                  | –                                     | 1,597,367                             |                                                                                                 |
| 1842                                  | تاريخ كبير                            | 2,383,390                             |                                                                                                 |
| 1842                                  | تاريخ صغير                            | 2,383,390                             |                                                                                                 |
| 1843                                  | رأس صغير وحروف صغيرة                  | 2,425,342                             |                                                                                                 |
| 1843                                  | رأس صغير وحروف كبيرة                  | 2,425,342                             |                                                                                                 |
| 1843                                  | رأس كبير                              | 2,425,342                             |                                                                                                 |
| 1844                                  | التاريخ القياسي                       | 2,398,752                             |                                                                                                 |
| 1844                                  | 44 على 81 خطأ                         | 2,398,752                             | في الواقع لكمات التاريخ في القالب رأسا على عقب ولكن صحح بلكم التاريخ بشكل صحيح                  |
| 1845                                  | –                                     | 3,894,804                             |                                                                                                 |
| 1846                                  | تاريخ صغير                            | 4,120,800                             |                                                                                                 |
| 1846                                  | تاريخ متوسط                           | 4,120,800                             |                                                                                                 |
| 1846                                  | تاريخ طويل                            | 4,120,800                             |                                                                                                 |
| 1847                                  | التاريخ القياسي                       | 6,183,669                             |                                                                                                 |
| 1847                                  | كبير على صغير 47                      | 6,183,669                             |                                                                                                 |
| 1848                                  | التاريخ القياسي                       | 6,415,799                             |                                                                                                 |
| 1848                                  | تاريخ صغير (مزيف)                     | >10-12                                | مع أن هذه العملة مزيفة إلا أن العديد من علماء العملات يدرجون هذه العملة في كتالوجات العملات     |
| 1849                                  | –                                     | 4,178,500                             |                                                                                                 |
| 1850                                  | –                                     | 4,426,844                             |                                                                                                 |
| 1851                                  | التاريخ القياسي                       | 9,889,707                             |                                                                                                 |
| 1851                                  | 51 على 81                             | 9,889,707                             | هذا الخطأ مشابه لـ 44 على 81 خطأ وصحح التاريخ المقلوب عن طريق تثقيب التاريخ بشكل صحيح في القالب |
| 1852                                  | –                                     | 5,063,094                             |                                                                                                 |
| 1853                                  | –                                     | 6,641,131                             |                                                                                                 |
| 1854                                  | –                                     | 4,236,156                             |                                                                                                 |
| 1855                                  | تستقيم 55                             | 1,574,829                             |                                                                                                 |
| 1855                                  | مائل 55                               | 1,574,829                             |                                                                                                 |
| 1855                                  | مائل 55 مقبض على الأذن                | 1,574,829                             | خطأ ناتج عن كسر يموت                                                                            |
| 1856                                  | تستقيم 5                              | 2,690,463                             |                                                                                                 |
| 1856                                  | مائل 5                                | 2,690,463                             |                                                                                                 |
| 1857                                  | تاريخ كبير                            | 333,456                               |                                                                                                 |
| 1857                                  | تاريخ صغير                            | 333,456                               |                                                                                                 |
| 1868                                  | النيكل                                | >7                                    | ضرب عملات نمط لهواة جمع العملات                                                                 |
| 1868                                  | النحاس                                | ≈12                                   | ضرب عملات نمط لهواة جمع العملات                                                                 |

## الاستبدال

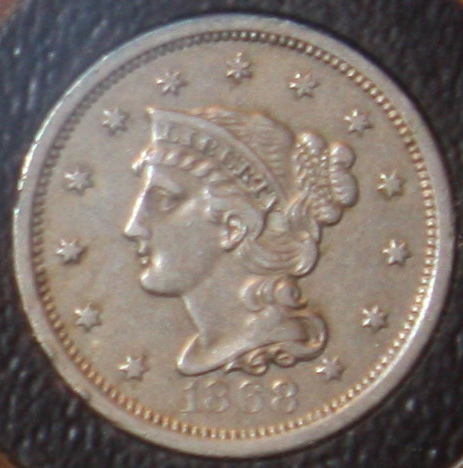
نمط عملة معدنية من فئة عشرة سنتات صدرت عام 1868 تحمل وجه عملة معدنية كبيرة تحمل شعار كورونيت.

ارتفع سعر النحاس بشكل كبير في أواخر أربعينيات القرن التاسع عشر وارتفعت تكلفة إنتاج السنتات الكبيرة نتيجة لذلك. بدأت دار سك العملة الأمريكية في البحث عن بديل يستخدم كمية أقل من النحاس. كانت المحاولة الأولى هي ثقب العملة المعدنية مما أدى إلى ظهور عملات سنتات الحلقة لعامي 1850 و1851. كان التركيب القياسي لهذه العملات المعدنية هو البيليون وهو عبارة عن سبيكة من 90% نحاس و10% فضة. لم توضع هذه العملة المعدنية في الإنتاج لأن استخراج الفضة من السبائك كان مكلفًا وكان من الصعب إخراج العملات المعدنية من القوالب. بالإضافة إلى ذلك أدى انخفاض سعر النحاس مؤقتًا إلى إزالة الحاجة إلى استبدال السنت الكبير.
ارتفع سعر النحاس مرة أخرى في منتصف خمسينيات القرن التاسع عشر وبدأت دار سك العملة تبحث مرة أخرى عن سنت بديل. هذه المرة قلص حجم السنت ليصبح أكبر من الدايم بقليل. سكت أنماط سنت النسر الطائر في عام 1854 وثبت أنها بديل مناسب للسنت الكبير. وافق على إنتاج السنت الصغير في عام 1856 و بيعت عدة آلاف من سنتات النسر الطائر الصادرة عام 1856 لهواة الجمع. بدأ الإنتاج على نطاق واسع في منتصف عام 1857 ليحل محل العملة المعدنية الكبيرة التي ضربها آخر مرة في وقت سابق من ذلك العام.
في عام 1868 وبعد مرور إحدى عشر عامًا على إنتاج آخر سنت كبير قام موظف في دار سك العملة بسك حوالي اثنتي عشرة ونصف سنتًا كبيرًا يعود تاريخها إلى عام 1868. سكت هذه العملات المعدنية من النحاس والنيكل. كما أنتج حوالي 24 نمطًا من العملات المعدنية من فئة العشرة سنتات في ذلك العام وسكت من النيكل باستخدام القالب الأمامي للعملة المعدنية الكبيرة لعام 1868 بالإضافة إلى 24 قطعة إضافية ضربت من النحاس.